# Coaxial
|  | No s'ha de confondre amb cable coaxial. |

Coaxial, en geometria, vol dir que dues o més formes comparteixen un eix en comú; és l'anàleg lineal tridimensional de concèntric.
El cable coaxial, com a exemple comú, té un fil conductor en el centre (D) un conductor extern circumferencial (B) i un mitjà aïllant anomenat dielèctric (C) separant aquests dos conductors. El conductor extern està normalment revestit per una funda de PVC protectora exterior (A).
La dimensió i el material dels conductors i l'aïllament determinen la impedància característica del cable i l'atenuació a diverses freqüències.
En el disseny d'altaveus, els altaveus coaxials són un sistema d'altaveu en el qual les unitats del conductor individual emeten so des del mateix punt o eix.
Una muntura d'una arma coaxial situa dues armes a [aproximadament] el mateix eix, com les armes són generalment de costat a costat o un sobre l'altre, són tècnicament paraxials en lloc de coaxials, però les distàncies implicades signifiquen que són efectivament coaxials fins que l'operador estigui ocupat.